# Castlefield Eclipse
Castlefield Eclipse, nacida en 2002, es una yegua irlandesa que pertenece a Jocelyn y Arturo Fasana.
La monta Paul Estermann, el jinete suizo que ganó un diploma Olímpico en los Juegos Olímpicos de Verano 2012.
En 2012, la yegua participa en las tres competiciones más importantes de la Copa de las Naciones, Roma, Róterdam y Aix-la-Chapelle, en las cuales completa seis recorridos seguidos sin errores. Tras ello, Castlefield Eclipse es seleccionada para los Juegos Olímpicos de verano en Londres, donde finaliza en cuarto lugar en la prueba de salto de obstáculos. El mismo año, Paul Estermann y Castlefield Eclipse se clasifican en tercera posición en la Copa del Mundo de Lyon.
En junio de 2013, un problema de salud impide a la yegua participar en la Copa de las Naciones de Róterdam y de Aix-la-Chapelle. Pero, rápidamente restablecida de sus lesiones, participa el 8 de diciembre de 2013 en el Gran Premio 4 estrellas de Salzburgo, alzándose con el triunfo. Al completar un nuevo recorrido sin fallos en esta prueba reina, Paul Estermann firma con Castlefield Eclipse su más bella victoria individual.
Desde su victoria en Salzburgo, a principios de diciembre de 2013, Castlefield Eclipse ha realizado cuatro pruebas clasificatorias para la Copa del Mundo de salto de obstáculos, en Burdeos, Malinas, Leipzig, y Zúrich.